# Atractus ochrosetrus
Atractus ochrosetrus — вид змій родини полозових (Colubridae). Ендемік Венесуели.

## Поширення і екологія
Atractus ochrosetrus мешкають в горах Кордильєра-де-Мерида на заході Венесуели. Вони живуть в гірських вологих і сухих, вічнозелених тропічних лісах. Зустрічаються на висоті від 2600 до 2720 м над рівнем моря.